# 三ッ峰
三ッ峰（みつみね）は、北海道の斜里郡斜里町と目梨郡羅臼町にある標高1,509mの山である。

## 概要
知床連峰の山で羅臼岳とは羅臼平を挟んで対峙する。山頂部は2つの平行な山稜が並ぶ二重山稜で、名前の通り3つの峰があり最高峰は東側の山稜、他2つのピークは西側の山稜に並び、標高は北側のピークは約1,470m、南側のピークは約1,480mである。
羅臼岳から知床硫黄山にかけて縦走路が整備されているが三ッ峰は山頂ではなく二重山稜の間を通るため山頂までの道は存在しないものの、最高峰と標高約1,470mピークには踏み跡があるため、多くはないが登山道を逸れて山頂へ登る人もいる。